# John Turturro
Pour les articles homonymes, voir Turturro.
John Turturro, né le 28 février 1957 à New York, État de New York (États-Unis) est un acteur, réalisateur, scénariste et producteur américano-italien.
Remarqué pour ses prestations dans Police fédérale Los Angeles (1985), La Couleur de l'argent (1986) ou encore The Big Lebowski en 1997, John Turturro a joué dans plus de 60 films et a remporté un Emmy Award. Il est connu pour sa capacité à changer sa morphologie pour s'adapter à ses rôles. Il apparaît régulièrement dans les films de Spike Lee et de Joel et Ethan Coen.
Il a été primé au Festival de Cannes à la fois comme acteur dans Barton Fink, en 1991, et comme réalisateur pour Mac, sa première réalisation, en 1992. En 2019, il signe le scénario et la réalisation de son septième film intitulé The Jesus Rolls, à la fois remake inspiré par le film français Valseuses réalisé en 1974 par Bertrand Blier, ainsi que spin-off du film américain The Big Lebowski des frères Coen.

## Biographie

### Jeunesse
John Michael Turturro naît le 28 février 1957 dans le quartier de Brooklyn, à New York, dans l'État de New York, aux (États-Unis), au sein d'une famille catholique. Son père est originaire de Bari (Italie) et sa mère est d'origine sicilienne. Le nom Turturro vient de l'italien tortora qui signifie Tourterelle des bois. John a 6 ans lorsque sa famille quitte Brooklyn pour s'installer à Rosedale dans le quartier du Queens à New York.
John sort diplômé en art dramatique de la State University of New York à New Paltz, et poursuit son cursus universitaire par un MFA (Master of Fine Arts) à l'université Yale. Il est figurant dans le film Raging Bull, en 1980.
John Turturro crée le personnage principal d'une des pièces de John Patrick Shanley, Danny and the Deep Blue Sea, lors d'une conférence de dramaturges donnée au théâtre Eugene O'Neill, en 1983 ; il le reprend l'année suivante « off-Broadway », ce qui lui vaut un Obie Award.
Spike Lee admire la prestation de Turturro dans Five Corners, et lui donne un des rôles principaux de Do the Right Thing en 1989, celui de Pino, un raciste virulent. Ce film marque le début d'une longue collaboration entre Turturro et Spike Lee.
Autant à l'aise dans les rôles comiques que dramatiques, John collabore aussi avec les frères Coen, apparaissant dans Miller's Crossing en 1990, Barton Fink en 1991, The Big Lebowski en 1998 et, plus récemment, O'Brother en 2000. On le retrouve aussi dans Self Control, une comédie où il joue le rôle d'un patient de Jack Nicholson, interprétant un médecin. Il joue l'antagoniste de Johnny Depp dans Fenêtre secrète. John Turturro fait souvent des apparitions en guest star dans la série Monk, où il interprète le rôle du frère excentrique d'Adrian : Ambrose Monk.
John Turturro est le producteur, réalisateur et acteur du film Illuminata (1999) dans lequel joue sa femme Katherine Borowitz.
En 2005, il écrit et dirige le film The Moon and the Son: An Imagined Conversation. Il joue aussi dans le film de Robert De Niro, Raisons d'État, où il interprète le rôle du bras droit de l'agent de la CIA Edward Wilson incarné par Matt Damon.

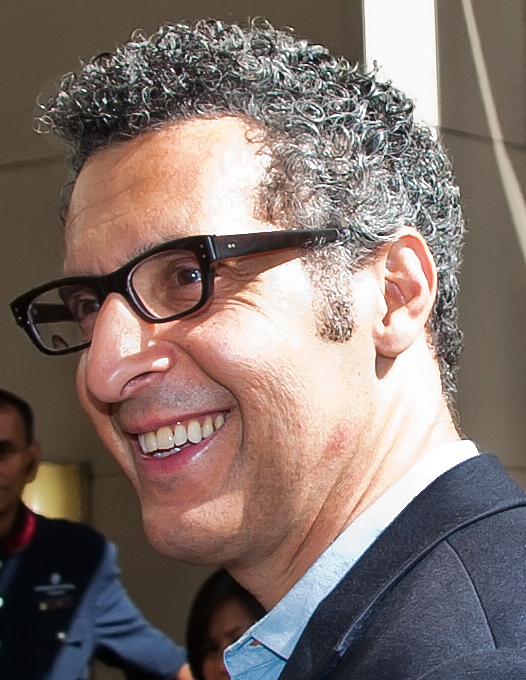
L'acteur au Festival international du film de Toronto en 2010.

En 2015, il incarne l'acteur américain du film de Nanni Moretti, Mia madre et en 2019, il joue le rôle de Guillaume de Baskerville dans la série en 8 épisodes Le Nom de la Rose d'après le célèbre roman Umberto Eco,.
En 2022-2025, il incarne le personnage d'Irving aux côtés d'Adam Scott, Britt Lower et Zach Cherry dans la première et la deuxième saison de la série Severance. 

### Famille
John a deux frères : Nicholas Turturro, acteur, et Ralph Turturro, enseignant.
Aida Turturro, l'actrice présente dans la série Les Soprano, est sa cousine.
Il a deux enfants avec sa femme Katherine Borowitz : Amedeo Turturro, né en 1990, et Diego Turturro, né en 2000. John est catholique et sa femme est juive.

## Filmographie
Sauf indication contraire, les informations mentionnées dans cette section peuvent être confirmées par la base de données cinématographiques IMDb,  présente dans la section « Liens externes ».

### Acteur

#### Cinéma

##### Années 1980
- 1980 : Raging Bull de Martin Scorsese : l'homme à table, Webster Hall
- 1984 : Exterminator 2 de Mark Buntzman : l'homme no 1
- 1984 : Le Kid de la plage (The Flamingo Kid) de Garry Marshall : Ted de chez Pinky's
- 1985 : Recherche Susan désespérément (Desperately Seeking Susan) de Susan Seidelman : Ray
- 1985 : Police fédérale, Los Angeles (To Live and Die in L.A.) de William Friedkin : Carl Cody
- 1986 : Hannah et ses sœurs (Hannah and Her Sisters) de Woody Allen : l'écrivain du script
- 1986 : Gung Ho, du saké dans le moteur de Ron Howard : Willie
- 1986 : Le flic était presque parfait (Off Beat) de Michael Dinner : Neil Pepper
- 1986 : La Couleur de l'argent (The Color of Money) de Martin Scorsese : Julian
- 1987 : Five Corners de Tony Bill : Heinz
- 1987 : Le Sicilien (The Sicilian) de Michael Cimino : Pisciotta
- 1988 : The Fortunate Pilgrim (en) (feuilleton TV) : Larry
- 1989 : Do the Right Thing de Spike Lee : Pino

##### Années 1990
- 1990 : Une trop belle cible (Catchfire) de Dennis Hopper et Alan Smithee : Pinella
- 1990 : Mo' Better Blues de Spike Lee: Moe Flatbush
- 1990 : Les Anges de la nuit (State of Grace) de Phil Joanou : Nick
- 1990 : Miller's Crossing de Joel Coen : Bernie Bernbaum
- 1991 : Un homme respectable (Men of Respect) de William Reilly : Mike Battaglia
- 1991 : Barton Fink de Joel Coen : Barton Fink
- 1991 : Jungle Fever de Spike Lee : Paulie Carbone
- 1992 : Brain Donors (en) de Dennis Dugan : Roland T. Flakfizer
- 1992 : Mac de John Turturro : Niccolo (Mac) Vitelli
- 1993 : Les Mille et Une Vies d'Hector (Being Human) de Bill Forsyth : Lucinnius
- 1993 : État second (Fearless) de Peter Weir : Dr Bill Perlman
- 1994 : Quiz Show de Robert Redford : Herbie Stempel
- 1994 : The Search for One-eye Jimmy (en) de Sam Henry Kass : Disco Bean
- 1995 : Search and Destroy : En plein cauchemar de David Salle : Ron
- 1995 : Les Liens du souvenir (Unstrung Heroes) de Diane Keaton : Sid Lidz
- 1995 : Clockers de Spike Lee : inspecteur Larry Mazilla
- 1995 : Sugartime (TV) : Sam Giancana
- 1996 : Girl 6 de Spike Lee : Murray l'Agent
- 1996 : Box of Moonlight de Tom DiCillo : Al Fountain
- 1996 : Grace of My Heart de Allison Anders : Joel Millner
- 1997 : La Trêve (La Tregua) de Francesco Rosi : Primo Levi
- 1997 : Faux Prophètes (Lesser Prophets) de William DeVizia : Leon
- 1998 : Animals (Animals and the Tollkeeper) : l'homme en smoking
- 1998 : The Big Lebowski de Joel Coen : Jesus Quintana
- 1998 : O.K. Garage (en) de Brandon Cole : Johnny Candellano
- 1998 : He Got Game de Spike Lee : Coach Billy Sunday
- 1998 : Illuminata de John Turturro : Tuccio
- 1998 : Les Joueurs (Rounders) de John Dahl : Joey Knish
- 1998 : La Famille trahie : Sammy Gravano
- 1999 : Broadway, 39e rue (Cradle Will Rock) de Tim Robbins : Aldo Silvano
- 1999 : Summer of Sam de Spike Lee : Harvey le chien noir (voix)

##### Années 2000
- 2000 : Company Man de Peter Askin et Douglas McGrath : Crocker Johnson
- 2000 : O'Brother (O Brother, Where Art Thou?) de Joel Coen : Pete
- 2000 : Le Fossile (Two Thousand and None) de Arto Paragamian : Benjamin Kasparian
- 2000 : La Défense Loujine (The Luzhin Defence) de Marleen Gorris : Aleksandr Ivanovich Luzhin (Sascha)
- 2000 : Les Larmes d'un homme (The Man Who Cried) de Sally Potter : Dante Dominio
- 2001 : Monkeybone : Monkeybone (voix)
- 2001 : Thirteen Conversations About One Thing de Jill Sprecher : Walker
- 2002 : Monday Night Mayhem (en) (TV) : Howard Cosell
- 2002 : Dommage collatéral (Collateral Damage) d'Andrew Davis : Sean Armstrong
- 2002 : Les Aventures de Mister Deeds (Mr. Deeds) de Steven Brill : Emilio Lopez
- 2003 : Inside Job (Fear X) de Nicolas Winding Refn : Harry
- 2003 : Self Control (Anger Management) de Peter Segal : Chuck
- 2003 : Ore 2: calma piatta (it) : Andrea
- 2003 : Opopomoz : ? (voix)
- 2004 : Secret Passage (en) de Ademir Kenovic : Paolo Zane
- 2004 : Fenêtre secrète (Secret Window) de David Koepp : John Shooter
- 2004 : 2BPerfectlyHonest (es) de Randel Cole : Sal / Roberto
- 2004 : She Hate Me de Spike Lee : Don Angelo Bonasera
- 2005 : The Moon and the Son: An Imagined Conversation : le Fils (voix)
- 2006 : Raisons d'État de Robert De Niro : Ray Brocco
- 2006 : Quelques jours en septembre de Santiago Amigorena : William Pound
- 2007 : Transformers de Michael Bay : l'agent Seymour Simmons
- 2007 : Margot va au mariage (Margot at the Wedding) de Noah Baumbach
- 2008 : Rien que pour vos cheveux (You Don't Mess with the Zohan!) de Dennis Dugan : Phantom / fatou
- 2009 : Panique à Hollywood (What Just Happened) de Barry Levinson : Dick Bell
- 2009 : L'Attaque du métro 123 (The Taking of Pelham 1 2 3) de Tony Scott : Camonetti
- 2009 : Transformers 2 : La Revanche de Michael Bay : l'agent Seymour Simmons

##### Années 2010
- 2010 : Passione (en) : Leroy
- 2011 : Transformers 3 : La Face cachée de la Lune de Michael Bay : Seymour Simmons
- 2013 : Apprenti Gigolo (Fading Gigolo) de John Turturro : Fioravante
- 2013 : Gods Behaving Badly de Marc Turtletaub : Hadès
- 2014 : Hands of Stone de Jonathan Jakubowicz : Frankie Carbo
- 2014 : Exodus: Gods and Kings de Ridley Scott : Séthi
- 2014 : God's Pocket de John Slattery : Arthur « Bird » Capezio
- 2014 : Rio, I Love You (Rio, Eu Te Amo), film à sketches brésilien (segment « Quando não há Mais Amor »)
- 2015 : Mia madre de Nanni Moretti : Barry Huggins
- 2015 : The Ridiculous 6 de Frank Coraci : Abner
- 2017 : Landline de Gillian Robespierre :
- 2017 : Transformers: The Last Knight de Michael Bay : Agent Simmons
- 2018 : Gloria Bell de Sebastián Lelio : Arnold
- 2019 : Wolfboy (The True Adventures of Wolfboy) de Martin Krejčí : Mr. Silk

##### Années 2020
- 2020 : The Jesus Rolls de lui-même : Jesus Quintana (voix)
- 2022 : Pinocchio de Guillermo del Toro et Mark Gustafson : le Dottore (voix)
- 2022 : The Batman de Matt Reeves : Carmine Falcone
- 2022 : Forty Winks de William Atticus Parker : Milo
- 2024 : The Room Next Door de Pedro Almodóvar : Damian Cunningham
- 2024 : The Cut de Sean Ellis : Boz
- 2025 : The Thing That Hurts d'Arnaud Desplechin
- projet : Billy Wilder and Me de Stephen Frears : I. A. L. Diamond

#### Télévision
- 1985 : Deux Flics à Miami (Miami Vice) (saison 1, épisode 17 : Pas de deux) : David Traynor
- 2004 - 2008 : Monk : Ambrose Monk
  - (saison 2, épisode 11 : Monk et les trois tartes)
  - (saison 4, épisode 02 : Monk rentre à la maison)
  - (saison 7, épisode 07 : La 100e enquête de Monk)
- 2007 : Flight of the Conchords (saison 1, épisode 11 : The Actor) : lui-même
- 2016 : The Night Of : John Stone
- 2019-2022 : Les Œufs verts au jambon : Le Bouc (The Goat en V.O)
- 2019 : Le Nom de la rose de Giacomo Battiato : Guillaume de Baskerville
- 2020 : The Plot Against America de David Simon : Lionel Bengelsdorf
- 2022  - 2025: Severance (série télévisée) : Irving B. (2 saisons)
- 2024 : Mr. et Mrs. Smith (Mr. & Mrs. Smith) : Eric Shane

### Réalisateur
- 1992 : Mac
- 1998 : Illuminata
- 2005 : Romance and Cigarettes
- 2010 : Passione (en)
- 2013 : Apprenti Gigolo (Fading Gigolo)
- 2014 : Rio, I Love You (Rio, Eu Te Amo), film à sketches brésilien (segment « Quando não há Mais Amor »)
- 2020 : The Jesus Rolls

### Scénariste
- 1992 : Mac
- 1998 : Illuminata
- 2010 : Passione (en)
- 2013 : Fading Gigolo
- 2014 : Rio, I Love You (Rio, Eu Te Amo), film à sketches brésilien (segment « Quando não há Mais Amor »)
- 2020 : The Jesus Rolls

### Producteur
- 1998 : Illuminata de lui-même

## Distinctions

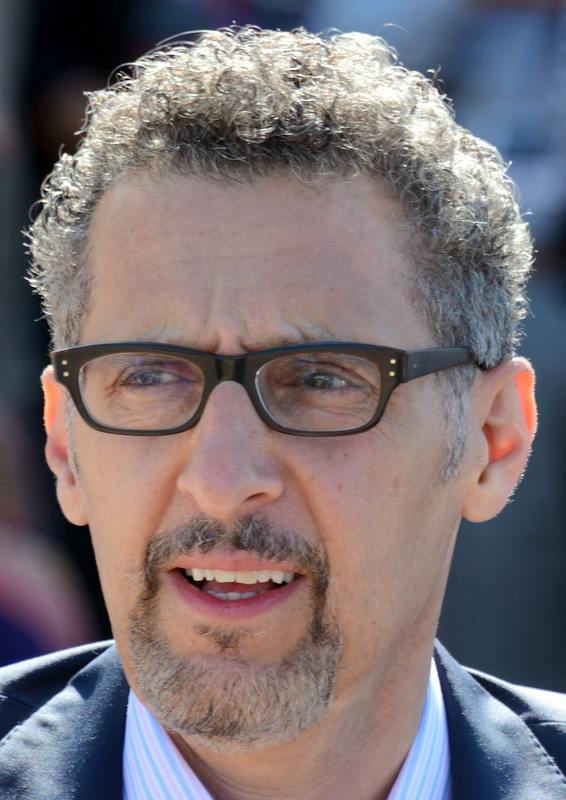
L'acteur au Festival de Cannes 2015.

### Récompenses
- Festival de Cannes 1991 : Prix d'interprétation masculine pour Barton Fink
- Festival de Cannes 1992 : Caméra d'Or pour Mac
- Emmy Awards 2004 : Meilleur acteur invité dans une série comique pour Monk

### Nominations
- Saturn Award 2005 : meilleur second rôle masculin pour Fenêtre secrète.
- Golden Globes 2023 : Meilleur acteur dans un second rôle dans une série musicale, comique ou dramatique  pour Severance

### Sélection
- Festival de Cannes 1998 : sélection officielle en compétition pour Illuminata

## Voix francophones
En France, Vincent Violette est la voix la plus régulière de John Turturro. Michel Mella et Laurent Natrella l'ont également doublé à sept et six reprises.
Au Québec, Sylvain Hétu est la voix régulière de l'acteur. François L'Écuyer et Manuel Tadros l'ont doublé à trois reprises chacun.